# Toxotes microlepis
Toxotes microlepis е вид лъчеперка от семейство Риби стрелец (Toxotidae).

## Разпространение
Видът е разпространен в Бруней, Виетнам, Индонезия (Калимантан и Суматра), Камбоджа, Лаос, Малайзия (Западна Малайзия, Сабах и Саравак) и Тайланд.